# Woodmoor
Woodmoor è un centro abitato (census-designated place) degli Stati Uniti d'America, situato nella contea di El Paso dello stato del Colorado. Nel censimento del 2000 la popolazione era di 7.177 abitanti.

## Geografia fisica
Secondo i rilevamenti dell'United States Census Bureau, Woodmoor si estende su una superficie di 16,5 km².